# 26401 Sobotište
(26401) Sobotište, denumire internațională (26401) Sobotiste, este un asteroid din centura principală de asteroizi.

## Descriere
26401 Sobotište este un asteroid din centura principală de asteroizi. A fost descoperit pe 19 noiembrie 1999 la Observatorul din Ondřejov de Peter Kušnirák. Asteroidul prezintă o orbită caracterizată de o semiaxă mare de 2,31 ua, o excentricitate de 0,08 și o înclinație de 7,9° în raport cu ecliptica.